# Kostel svatého Bedřicha (Bedřichov)
Kostel svatého Bedřicha v Bedřichově na Šumpersku je novogotická stavba z roku 1869.

## Historie
V minulosti obec patřila do farnosti Horní Město v okrese Rýmařov. V roce 1804 si založila vlastní hřbitov a později požádala o povolení výstavby kostela. Kostel v novogotickém stylu byl postaven roku 1869.
Samostatná farnost při kostele svatého Bedřicha vznikla v roce 1871 a existovala až do roku 2004, kdy byla farnost Bedřichov připojena k farnosti Oskava.

## Popis
Kostel stojí podél cesty procházející obcí. Je to jednolodní stavba obdélného půdorysu, na kterou navazuje užší a nižší presbytář s polygonálním zakončením. K němu je v podélné ose kostela přistavěna nízká čtvercová sakristie s valbovou střechou. Průčelí kostela tvoří představěná kvadratická věž zakončená vysokým štíhlým jehlanem s makovicí a křížem. V kříži jsou vypálena písmena W.S. a K.R. - iniciály stavebníků. Z obou stran věže jsou v místě napojení na hlavní loď přistavěny jednoposchoďové úzké přístavky. Na západní straně je v něm umístěno točité schodiště na kruchtu a do těla věže, na protilehlé straně pak křížově zaklenutá kaple.  Hlavní vchod do kostela v přízemí věže lemuje portál v novogotickém stylu s lomeným obloukem, nad kterým je umístěno kruhové okno. Poslední patro věže je zakončeno trojúhelníkovými štíty, v nichž jsou umístěny ciferníky hodin. Pod nimi jsou vysoká gotická okna. Vnější stěny lodi i presbytáře jsou členěny vysokými, šikmo zakončenými opěráky, mezi kterými jsou prolomena okna gotického tvaru. Střecha nad hlavní lodí je sedlová, nad presbytářem valbová.
V presbytáři s žebrovou klenbou se nachází ještě původní malby na stěnách i stropě. Oltáře jsou dřevěné, v novogotickém stylu. Hlavní oltář zdobí obraz sv. Bedřicha, boční oltáře jsou zasvěceny Nejsvětějšímu srdci Ježíšovu a Neposkvrněnému srdci Mariinu. V arkádách pod kůrem je umístěn Boží hrob zdobený dvěma velkými anděly z drobné skleněné mozaiky. Varhany na kůru jsou z roku 1879. Jejich stavitelem byl Franz Rieger z Krnova. Jsou plně mechanické, jednomanuálové, mají 12 rejstříků. Generální opravou prošly v roce 2015.  Zvon z roku 1878 s reliéfem sv. Trojice na plášti ulili I. a P. Hilzerovi. 

## Galerie

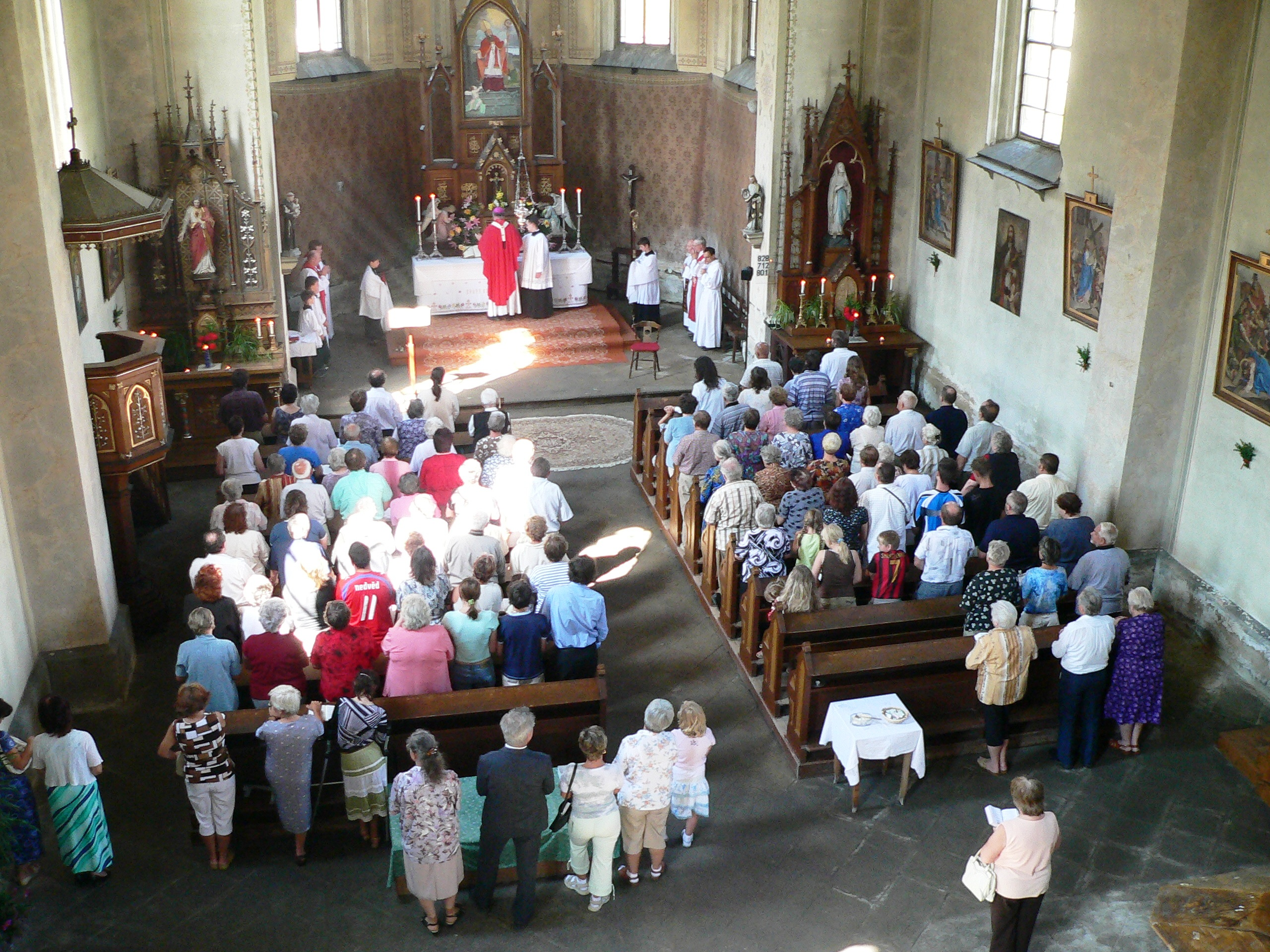
Pohled do lodi kostela
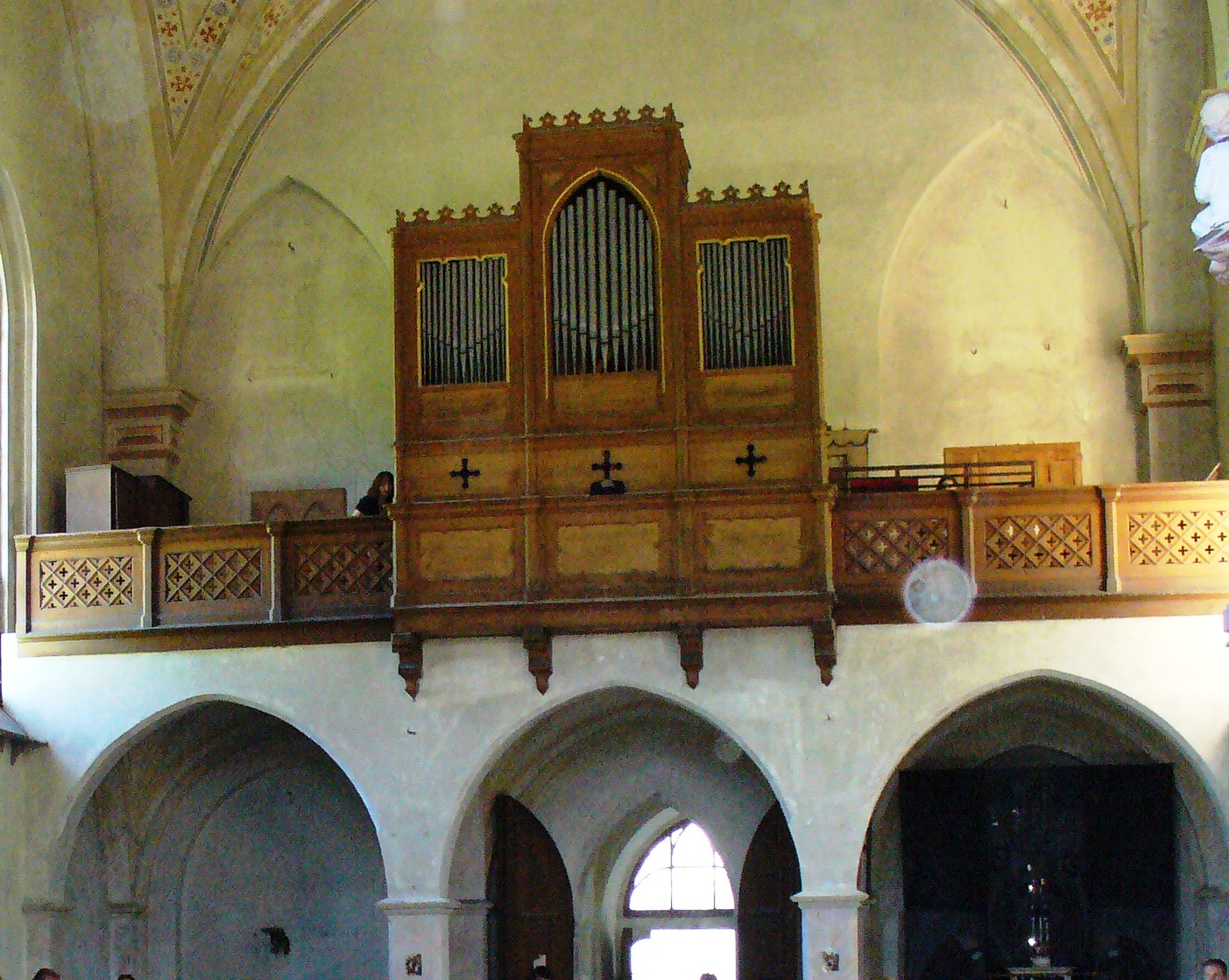
Varhany